# Anthypna ciliata
Anthypna ciliata es una especie de coleóptero de la familia Glaphyridae.

## Distribución geográfica
Habita en Turquía, Asia Menor.